# TRIM40
TRIM40 (англ. Tripartite motif containing 40) – білок, який кодується однойменним геном, розташованим у людей на 6-й хромосомі. Довжина поліпептидного ланцюга білка становить 258 амінокислот, а молекулярна маса — 29 336.
| 10         |  | 20         |  | 30         |  | 40         |  | 50         |
| ---------- |  | ---------- |  | ---------- |  | ---------- |  | ---------- |
| MIPLQKDNQE |  | EGVCPICQES |  | LKEAVSTNCG |  | HLFCRVCLTQ |  | HVEKASASGV |
| FCCPLCRKPC |  | SEEVLGTGYI |  | CPNHQKRVCR |  | FCEESRLLLC |  | VECLVSPEHM |
| SHHELTIENA |  | LSHYKERLNR |  | RSRKLRKDIA |  | ELQRLKAQQE |  | KKLQALQFQV |
| DHGNHRLEAG |  | PESQHQTREQ |  | LGALPQQWLG |  | QLEHMPAEAA |  | RILDISRAVT |
| QLRSLVIDLE |  | RTAKELDTNT |  | LKNAGDLLNR |  | SAPQKLEVIY |  | PQLEKGVSEL |
| LLQPPQKL   |  |            |  |            |  |            |  |            |

A: Аланін

C: Цистеїн

D: Аспарагінова кислота

E: Глутамінова кислота

F: Фенілаланін

G: Гліцин

H: Гістидин

I: Ізолейцин

K: Лізин

L: Лейцин

M: Метіонін

N: Аспарагін

P: Пролін

Q: Глутамін

R: Аргінін

S: Серин

T: Треонін

V: Валін

W: Триптофан

Задіяний у таких біологічних процесах, як убіквітинування білків, альтернативний сплайсинг. 
Білок має сайт для зв'язування з іонами металів, іоном цинку. 